# Ardales
 Ardales  est une commune de la province de Malaga dans la communauté autonome d'Andalousie en Espagne. On y trouve la grotte d'Ardales (es), où sont situées des peintures parmi les plus anciennes d'Europe.